# تيرسو دي مولينا
تيرسو دي مولينا (بالإسبانية: Tirso de Molina)‏ اسم مستعار للراهب Gabriel Tellez «جبريل تيِّث»(1571 – 1648)، كاتب مسرحي إسباني. من أبرز كتاب المسرح في القرن الذهبي (القرن السادس عشر وجزء من القرن السابع عشر)، تنسب إليه المسرحية الشّهيرة مُخادع إشبيلية والضيف المنبوذ وهي أول معالجة أدبية لأسطورة دون خوان. من مسرحياته التي تبلغ الثلاثمائة أو الأربعمائة مسرحية الرجل الخجول في القصر والرجل الذي ضللته الغيرة ومارتا التقية. وله أيضًا عدة روايات قصيرة.

## روابط خارجية
- تيرسو دي مولينا على موقع IMDb (الإنجليزية)
- تيرسو دي مولينا على موقع الموسوعة البريطانية (الإنجليزية)
- تيرسو دي مولينا على موقع ألو سيني (الفرنسية)
- تيرسو دي مولينا على موقع ميوزك برينز (الإنجليزية)
- تيرسو دي مولينا على موقع ديسكوغز (الإنجليزية)
- تيرسو دي مولينا على موقع قاعدة بيانات الفيلم (الإنجليزية)
- تيرسو دي مولينا على موقع كينوبويسك (الروسية)